# Mosad
El Mosad o Mossad (nombre completo en hebreo: המוסד למודיעין ולתפקידים מיוחדים‎ HaMosad leModihín uleTafkidim Meiuḥadim, Instituto de Inteligencia y Operaciones Especiales) es una de las agencias de inteligencia de Israel, responsable de la recopilación de inteligencia, acción encubierta, espionaje y contraterrorismo en todo el mundo, salvo Israel y los territorios palestinos. La inteligencia y el contraespionaje dentro de Israel, Cisjordania y la Franja de Gaza están al cargo del Shabak.
A pesar de las diferencias territoriales entre los distintos servicios, en ocasiones sus operaciones se solapan. Así, el Shin Bet ha prestado sus servicios de vigilancia en misiones del Mosad en el extranjero (en operaciones como el secuestro de Eichmann en Argentina o la seducción de Ulrich Schnaft en Fráncfort), mientras que Aman ha sido de utilidad en operaciones del Mosad en países árabes, entre otros.

## Historia
El Mosad se creó el 13 de diciembre de 1949 como Instituto Central de Coordinación por recomendación del primer ministro David Ben-Gurión a Reuven Shiloah. Ben Gurión quería un organismo central para coordinar y mejorar la cooperación entre los servicios de seguridad existentes -el departamento de inteligencia del ejército (AMAN), el Servicio de Seguridad Interna (Shin Bet'), y el "departamento político" del Ministerio de Asuntos Exteriores.[cita requerida] 
En marzo de 1951, fue reorganizado e incorporado a la oficina del primer ministro, informando directamente al primer ministro de Israel.[cita requerida] Debido a que el Mosad rinde cuentas directamente al primer ministro y no a la Knéset, el periodista Ronen Bergman ha descrito a esta institución como un «estado profundo».
En la década de 1990, Aliza Magen-Halevi se convirtió en la mujer de rango más alto en la historia del Mosad cuando se desempeñó como subdirectora de la agencia bajo Shabtai Shavit y Danny Yatom.

## Organización
El servicio fue creado el 13 de diciembre de 1949 como el Instituto Central para la Coordinación, por recomendación del primer ministro David Ben-Gurión a Reuven Shiloah. Para ello se encomendó un presupuesto de veinte mil libras israelíes, de las cuales cinco mil se reservaban para misiones exclusivas requeridas por el primer ministro. Su nombre original se debe a que Ben-Gurión quería en un principio contar con una institución central que coordinara a todos los servicios de seguridad existentes, es decir, el Directorio de Inteligencia Militar (Aman), el Servicio Interno de Seguridad (Shin Bet) y el «Departamento Político» del Ministerio de Asuntos Exteriores.
En marzo de 1951 fue reorganizado como un servicio civil que depende directamente del primer ministro. Aunque buena parte de su personal haya servido en las fuerzas armadas israelíes, como parte del servicio militar obligatorio de Israel, y buena parte de ellos son oficiales, el Mosad no usa rangos militares. Su sede está en Tel Aviv y cuenta con ocho departamentos.

### Departamentos
El mayor departamento del Mosad es el de Recolección de Información, que se encargaría de gestionar los espías en el extranjero. Los empleados de este departamento operan bajo una gran variedad de coberturas, incluyendo coberturas diplomáticas y extraoficiales. Estos oficiales son llamados katsas (acrónimo de «oficial de información» en hebreo), que son similares a los agentes tenedores de un caso de la CIA. Aproximadamente entre treinta a cuarenta operan continuamente, sobre todo en Europa y Oriente Próximo. El Departamento de Acción Política y Enlace es responsable de trabajar con los servicios de inteligencia aliados (como serían las agencias estadounidenses) y de los asuntos en aquellos países que no tienen una relación diplomática "normal" con Israel. Además, el Mosad cuenta con un Departamento de Investigación, dedicado a la producción de Inteligencia, y el Departamento de Tecnología que se encarga del desarrollo de aparatos que ayuden en las misiones del Mosad. El 20 % de los agentes del Mosad son mujeres.
El lema del Mosad durante la mayor parte de su existencia fue una cita de la Biblia (Proverbios 24:6):

בתחבולות תעשה לך מלחמה

Porque con dirección sabia harás la guerra.

En febrero de 2011, el lema fue cambiado por otra cita bíblica del mismo libro (Proverbios 11:14):

באין תחבולות יפול עם, ותשועה ברוב יועץ

Donde no hay buen consejo, el pueblo cae, pero en la abundancia de consejeros está la victoria.

### Katsa
Los oficiales de campo del Mosad se denominan Katsa.

### Sayanim
Según el escritor, y anteriormente katsa del Mosad, Victor Ostrovsky y otras fuentes, Sayanim es el término empleado para nombrar al judío que vive fuera de Israel como ciudadano extranjero y que voluntariamente proporciona asistencia al Mosad.

## Operaciones más destacadas del Mosad
El Mosad se ha ganado desde hace mucho la fama de una agencia de inteligencia de suma eficacia; entre sus operativos más sonados, se encuentran (en orden cronológico): 
- La captura en Fráncfort de Ulrich Schnaft, exmilitar y oficial israelí, anteriormente miembro de las Waffen-SS que se hizo pasar por un judío después de la guerra e inmigró a Israel, posteriormente convertido en agente de Egipto.
- La captura en Argentina del criminal de guerra nazi Adolf Eichmann, conocida también como Operación Garibaldi, merced a la colaboración del cazanazis Simon Wiesenthal, en la que a su vez colaboraron varias personas más hasta llegar hasta el primer círculo del fugitivo.
- La obtención de los planos del caza francés Mirage 5 para el desarrollo del caza IAI Kfir, aunque algunas fuentes dicen que Marcel Dassault (de su verdadero nombre Marcel Bloch, de ascendencia judía) los entregó directamente sin intervención del Mosad.
- La Operación Entebbe, que supuso la liberación de pasajeros secuestrados en el aeropuerto de Entebbe (Uganda). (Se creó una película llamada Rescate en Entebbe. También es conocida como "Operación Entebbe").
- La Operación Cólera de Dios, consistente en el asesinato de palestinos que fueron autores o cómplices de la masacre de Múnich, llevada a cabo por el grupo terrorista Septiembre Negro durante los Juegos Olímpicos de Múnich 1972.
- Entre 1979 y 1983, los servicios secretos israelíes llevaron a cabo una campaña a gran escala de atentados con coches bomba que causaron la muerte de cientos de palestinos y libaneses, en su mayoría civiles. El general israelí David Agmon dice que el objetivo era "crear caos entre palestinos y sirios en el Líbano, sin dejar una huella israelí, para darles la impresión de que estaban constantemente bajo ataque e inculcarles una sensación de inseguridad". "El columnista militar israelí Ronen Bergman señala que el objetivo principal era "presionar a la Organización para la Liberación de Palestina para que utilice el terrorismo como justificación para una invasión del Líbano".[12]
- La Operación Plumbat que consistió en sustraer óxido de uranio de un barco alemán para el uso militar israelí.
- Operación Vanunu: Mordejái Vanunu es un científico de origen marroquí que trabajó en el Centro de Investigación Nuclear del Néguev, al sur de Dimona. Siendo empleado de esa central nuclear, sacó discretamente fotografías y cuando fue despedido, cambió de religión y se fue a Londres, Inglaterra. Contactó con el diario The Sunday Times y les vendió las fotografías a pesar de haber firmado documentos con el Estado de Israel en los que se estipulaba que divulgar los contenidos de sus investigaciones podía dar lugar a juzgarlo por alta traición. El diario inglés decide contrastar la información antes de publicar la noticia del armamento nuclear. El MI6 recibe un aviso del diario informando sobre los documentos que habían llegado a sus manos. Después de una investigación, el MI6 contacta con el Mosad. Este envía a una agente de inteligencia que contacta con Vanunu y lo seduce, produciéndose lo que en el argot del espionaje se denomina sexpionaje, es decir, intercambiar relaciones sexuales por información o como cumplimiento de un objetivo sin que la víctima se percate de ello. La agente le pide que la acompañe a Roma en un viaje y Vanunu acepta. En el aeropuerto italiano aparece un taxi falso que lo lleva a un supuesto hotel. Cuando llegan a la habitación, Vanunu, al ver que está completamente oscura empieza a sospechar, pero antes de que pueda emprender la huida la agente le aplica una inyección y lo reduce. Más tarde sería trasladado a un puerto donde tomaría un barco que lo llevaría de vuelta a Israel.
- En los años 1980 crearon un complejo turístico para buceo en el Mar Rojo, en Sudán, que funcionó durante cuatro años, como pantalla para la operación de salvamento de los judíos que huían de Etiopía, llamada Operación Moisés.[13][14]
- El 5 de julio de 1984, a petición del régimen militar nigeriano de Muhammadu Buhari, un agente del Mosad secuestró y drogó al político nigeriano Umaru Dikko cerca de su domicilio en Londres, con la intención de ocultarlo en una valija diplomática para extraditarlo clandestinamente a Nigeria. Sin embargo, las autoridades británicas frustraron finalmente el secuestro, antes de que la valija diplomática en cuestión abandonase Londres a bordo de un vuelo con destino a Lagos.[15][16]
- En 1997, dos agentes del Mosad fueron capturados en Jordania tras intentar asesinar a Khaled Meshaal, dirigente del grupo Hamás en aquel país. La operación fallida y la violación pública de la soberanía jordana causaron un agrio encontronazo entre el primer ministro Benjamín Netanyahu y el rey Hussein, cuyo propio servicio de inteligencia llevaba años trabajando estrechamente con el Mosad durante décadas en operaciones encubiertas.[17]

## Directores del Mosad
- 1946 a 1952 - Reuven Shiloah
- 1952 a 1963 - Iser Har'el
- 1963 a 1968 - Meir Amit
- 1968 a 1974 - Zvi Zamir
- 1974 a 1982 - Yitzhak Hofi
- 1982 a 1989 - Najum Admoni
- 1989 a 1996 - Shabtai Shavit
- 1996 a 1998 - Dani Yatom
- 1998 a 2002 - Efraim Halevi
- 2002 a 2010 - Meir Dagan
- 2010 a 2016 - Tamir Pardo
- 2016 a 2021 - Yossi Cohen
- Desde 2021 - David Barnea

## Agentes conocidos
- Tzipi Livni, exministra de asuntos exteriores israelí[18]

- Isaac Shamir, ex primer ministro israelí[19]